# Paolo Rossi (voetballer)
Paolo Rossi (Prato, Toscane, 23 september 1956 – Siena, id., 9 december 2020) was een Italiaans voetballer. In 1982 werd hij verkozen tot Europees voetballer van het jaar, evenals tot beste voetballer van de wereld van 1982. Pelé nam in 2004 Rossi op in zijn lijst met beste nog levende voetballers. Als bijnaam had hij Pablito.

## Levensloop

### Como
Nadat Rossi driemaal geopereerd was aan zijn knie - 3 x de meniscus, in die jaren nog een zware operatie -, stuurde Juventus de tiener in 1975 naar Como. Daar maakte hij zijn debuut in het Italiaanse profvoetbal. Door zijn ranke gestalte, Rossi was 1,74 m lang en slechts 66 kg zwaar, werd hij ingezet als vleugelspits.

### Vicenza
Na een jaar bij Como vertrok Rossi naar L.R. Vicenza Virtus, kortweg Lanerossi. De beoogde centrumspits was geblesseerd, waardoor coach Giovan Fabbri Paolo in de spits zette. Al snel bleek deze een neusje voor de goal te hebben. In zijn eerste seizoen werd hij meteen topscorer van de Serie B. Mede door zijn 21 goals promoveerde Vicenza in het seizoen 1976/1977 naar de Serie A.
Ook op het hoogste niveau bleek Rossi bijzonder trefzeker te zijn. Hij maakte 24 goals in de competitie en was de eerste speler die eerst topscorer werd in de Serie B en het seizoen erop in de Serie A. Vicenza eindigde dat jaar knap als tweede in de competitie. Dankzij zijn goede prestaties werd hij door bondscoach Enzo Bearzot geselecteerd voor het Wereldkampioenschap voetbal 1978. Op het WK vormde hij met Causio en Bettega het aanvallende trio van Italië, dat vooral door hun creativiteit onverwacht aanvallend speelde. Uiteindelijk maakte Rossi drie goals en gaf hij twee assists.
Na het WK moest er een besluit genomen worden over zijn toekomst. Tot dan toe was hij gezamenlijk eigendom geweest van Vicenza en Juventus. Uiteindelijk betaalde Vicenza 2612 miljoen lire voor hem; Rossi was op dat moment de duurste sportman ooit. Ondanks dat Vicenza hem definitief binnenhaalde, liep het seizoen 1978/1979 uit op een teleurstelling en Vicenza degradeerde zelfs.

### Perugia
Het seizoen erop werd Rossi uitgeleend aan Perugia. Perugia speelde op 30 december 1978 verrassend gelijk tegen Avellino. Naar aanleiding van deze uitslag werd een onderzoek gestart. Uiteindelijk werden Rossi en enkele andere teamgenoten veroordeeld voor het verkopen van uitslagen ('fixing'). Het wedschandaal zou de boeken ingaan als Totonero (zwarte toto). Vlak voor de uitspraak had Juventus hem teruggekocht voor omgerekend zes miljoen gulden. Rossi was op dat moment pas 22 jaar en werd voor drie jaar geschorst. In beroep werd dit teruggebracht naar twee jaar, waardoor hij toch kon meedoen aan het Wereldkampioenschap voetbal 1982 in Spanje.

### Wereldkampioenschap voetbal 1982
Her WK van 1982 werd het hoogtepunt uit zijn carrière, want hij won met Italië de titel. Hij maakte zes doelpunten en was daarmee topscorer
Italië begon kwakkelend met gelijke spelen tegen Polen (0-0), Peru (1-1) en Kameroen (1-1). Daarna volgde een krappe overwinning op Argentinië (2-1); Rossi had op dat moment nog geen enkele keer gescoord en de wedstrijd tegen het in goede vorm zijnde Brazilië, dat genoeg had aan een gelijkspel om de finale te halen, stond voor de deur. Uit het niets maakte Rossi in de eerste helft twee doelpunten. Brazilië kwam echter tweemaal terug (2-2). Een kwartier voor tijd scoorde Rossi de winnende uit een corner (3-2). De grote favoriet Brazilië was uitgeschakeld en Italië ging door naar de halve finale.
In de halve finale tegen Polen maakte Rossi twee goals, waardoor Italië met 2-0 won. In de finale tegen West-Duitsland maakte Rossi de openingstreffer in een wedstrijd die uiteindelijk in een 3-1-overwinning voor Italië eindigde. Door zijn zes doelpunten in de laatste drie wedstrijden werd hij niet alleen topscorer van het toernooi, maar ook uitgeroepen tot beste speler. Hij was de tweede speler in de historie van het voetbal die drie prijzen won op één toernooi: kampioen, topscorer en beste speler; Mario Kempes was de eerste. In 1982 werd Rossi verkozen tot zowel Europees voetballer van het jaar als Wereldvoetballer van het jaar.

### Juventus
Na het wereldkampioenschap kon Rossi eindelijk ook wat betekenen voor Juventus. Juventus was vooraf aan het WK landskampioen geworden, maar Rossi speelde door zijn schorsing slechts drie wedstrijden mee.
In het seizoen na het wereldkampioenschap won Juventus de Coppa Italia, de Italiaanse beker.
Het seizoen 1983-84 zou voor Rossi bijzonder succesvol worden. Juventus won de Europacup II door FC Porto in de finale met 2-1 te verslaan. Ook de Europese Super Cup werd gewonnen. Liverpool werd in Comunale in Turijn met 2-0 verslagen. Ook in eigen land was het succesvol met het landskampioenschap.
Het jaar erop zou Juventus zelfs de Europacup I winnen. De 1-0-overwinning op Liverpool door een doelpunt van Platini werd echter overschaduwd door het Heizeldrama.

### Einde carrière
Na het winnen van de Europacup I verhuisde Rossi naar Milan. In de derby tegen Internazionale scoorde Rossi twee belangrijke goals. Hoewel hij bij de Italiaanse selectie zat voor het Wereldkampioenschap voetbal 1986 kwam hij geen minuut in actie. Na het WK vertrok Rossi naar Hellas Verona, waar hij zijn carrière afsloot. Na zijn voetbalcarrière werd Rossi makelaar. Sinds 2009 was Rossi vicevoorzitter van AS Pescina Valle del Giovenco.

### Overlijden
Op 9 december 2020 overleed Rossi op 64-jarige leeftijd aan de gevolgen van longkanker. Hij liet een echtgenote en twee dochters na.

## Statistieken
| Seizoen | Club          | Competitie wedstrijden | Competitie doelpunten |
| ------- | ------------- | ---------------------- | --------------------- |
| 1975-76 | Como          | 6                      | 0                     |
| 1976-77 | Vicenza       | 36                     | 21                    |
| 1977-78 | Vicenza       | 30                     | 24                    |
| 1978-79 | Vicenza       | 28                     | 15                    |
| 1979-80 | Perugia       | 28                     | 13                    |
| 1980-81 | Perugia       | 0                      | 0                     |
| 1981-82 | Juventus      | 3                      | 1                     |
| 1982-83 | Juventus      | 23                     | 7                     |
| 1983-84 | Juventus      | 30                     | 13                    |
| 1984-85 | Juventus      | 27                     | 3                     |
| 1985-86 | Milan         | 20                     | 2                     |
| 1986-87 | Hellas Verona | 20                     | 4                     |
|         | Totaal        | 251                    | 103                   |

Rossi speelde in totaal 48 interlands voor Italië, waarin hij 20 keer scoorde. Van deze 48 interlands won hij er 25, speelde er 13 gelijk en verloor hij er 10.

## Erelijst
Vicenza
- Serie B: 1976/77

 Juventus
- Serie A: 1981/82, 1983/84
- Coppa Italia: 1982/83
- Europacup II: 1983/84
- Europese Supercup: 1984
- Europacup I: 1984/85

 Italië
- Wereldkampioenschap voetbal: 1982

Individueel
- Topscorer Serie B: 1976/77 (21 doelpunten)
- Topscorer Serie A: 1977/78 (24 doelpunten)
- Zilveren Bal wereldkampioenschap voetbal: 1978
- All-Star Team wereldkampioenschap voetbal: 1978, 1982
- Gazzetta Sports Awards Atleta dell'anno italiano: 1978
- FIFA XI: 1979, 1986
- Gouden Schoen wereldkampioenschap voetbal: 1982
- Gouden Bal wereldkampioenschap voetbal: 1982
- Onze d'Or: 1982
- Ballon d'Or: 1982
- World Soccer Awards Player of the Year: 1982
- Champion des champions de L'Équipe: 1982
- Topscorer Europacup I: 1982/83
- World Soccer Awards 100 Greatest Players of the 20th Century: #42
- FIFA 100
- UEFA Golden Jubilee Poll: #12
- Golden Foot "Football Legends": 2007
- Hall of Fame del calcio italiano: 2016